# Соверија Симери
Соверија Симери (итал. Soveria Simeri) је насеље у Италији у округу Катанцаро, региону Калабрија.
Према процени из 2011. у насељу је живело 1525 становника. Насеље се налази на надморској висини од 395 м.

## Становништво
Према резултатима пописа становништва 2011. у општини је живело 1.643 становника.
| 1931. | 1936. | 1951. | 1961. | 1971. | 1981. | 1991. | 2001. | 2011. |
| ----- | ----- | ----- | ----- | ----- | ----- | ----- | ----- | ----- |
| 1.359 | 1.622 | 1.855 | 1.815 | 1.703 | 1.665 | 1.729 | 1.632 | 1.643 |